# AEC Armoured Car

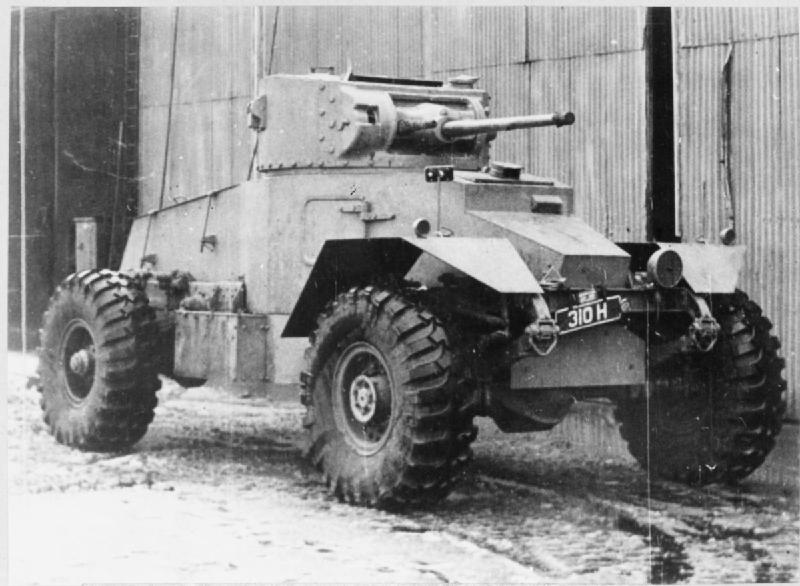
AEC Armoured Car Mk I

AEC Armoured Car – seria ciężkich samochodów pancernych produkowanych przez Associated Equipment Company (AEC) w czasie II wojny światowej. Wyprodukowano 629 szt.

## Historia
Przedsiębiorstwo AEC było producentem podwozi samochodów ciężarowych i autobusów. Produkowany przez AEC ciągnik artyleryjski Matador był wykorzystywany do holowania średnich dział polowych i ciężkich dział przeciwlotniczych. Na podwoziu pojazdu Matador opracowano model samochodu pancernego, początkowo będący prywatnym projektem, zaprezentowanym urzędnikom w 1941 roku, podczas Horse Guards Parade w Londynie, gdzie zrobił dobre wrażenie na Winstonie Churchillu. W latach 1942–1943 wyprodukowano 629 sztuk pojazdu.
AEC próbowało zbudować samochód pancerny o sile ognia i opancerzeniu porównywalnym do ówczesnych czołgów. Pierwsza wersja wprowadzona do produkcji wykorzystywała wieżę czołgu Valentine Mk II z 2-funtową armata. Kolejne wersje otrzymały potężniejsze uzbrojenie – armatę 6-funtową lub 75-milimetrową. Pojazd posiadał również dwa karabiny maszynowe, wyrzutnię granatów dymnych i radiostację No.19.
Pojazdów w wersji Mk I po raz pierwszy użyto podczas walk w Afryce Północnej w drugiej połowie 1942 roku, gdzie kilka pojazdów przezbrojono w wieżyczkę czołgu Crusader z armatą 6-funtową. AEC Mk II i Mk III wzięły udział w walkach w Europie będąc na wyposażeniu wojsk brytyjskich i hinduskich, często razem z pojazdami Staghound. 
Pojazd pozostawał w służbie od końca wojny, kiedy został zastąpiony przez pojazdy Alvis Saladin. Pojazdy trafiły do libańskich sił zbrojnych, które używały ich co najmniej do 1976 roku.

## Wersje
- Mk I – wersja podstawowa, wyposażona w wieżę czołgu Valentine
- Mk II – wersja wyposażona w większą wieżę z armatą 6-funtową i przeprojektowanym przodem kadłuba
- Mk III (Close Support Armoured Car – samochód pancerny bliskiego wsparcia) – wersja Mk II z armatą 75-milimetrową
- AA – wersja z wieżą przeciwlotniczego działa samobieżnego Crusader AA z dwoma armatami Oerlikon 20 mm; nie weszła do produkcji ze względu na przewagę powietrzną wojsk alianckich w Europie Północnej